# Юст, Уолтер
Уолтер Юст (англ. Walter M. Yust; 16 мая 1894, Филадельфия — 29 февраля 1960, Эванстон, Иллинойс) — американский журналист и писатель, шеф-редактор всех изданий «Британской энциклопедии», выходивших с 1938 по 1960 год.

## Биография
Родился 16 мая 1894 года в Филадельфии. Окончив Пенсильванский университет, в 1917 году он начал писать для «Philadelphia Evening Ledger». Позже работал для газет Нового Орлеана (штат Луизиана) и других изданий. В 1926 году стал литературным редактором в «Philadelphia Public Ledger». А три года спустя, в 1929-м, он написал рецензию на 14-е по счёту издание «Британской энциклопедии». На его статью обратил внимание руководитель проекта Уильям Кокс и пригласил к себе. В следующем году Юст приступил к работе над энциклопедией, в 1932-м стал одним из её редакторов, а в 1938 году в должности шеф-редактора возглавил дело. С тех пор он занимался всеми изданиями, включая знаменитые ежегодники. Уолтер Юст ушёл в отставку в 1960-м, проработав в энциклопедии целых 22 года — больше, чем кто-либо другой. Скончался 29 февраля 1960 года в Эванстоне, штат Иллинойс.

## Семья
- сын — Ларри Юст, кинорежиссёр и сценарист.
- дочь — Джейн Юст Ривера.